# Эд-Димна
Эд-Димна (араб. الدمنة‎) — деревня на юго-западе Йемена, на территории мухафазы Таиз.

## Географическое положение
Деревня находится в восточной части мухафазы, в горной местности йеменского хребта, на высоте 1208 метров над уровнем моря.
Эд-Димна расположена на расстоянии приблизительно 19 километров к юго-востоку от Таиза, административного центра мухафазы и на расстоянии 200 километров к югу от Саны, столицы страны.

## Население
По данным переписи 2004 года численность населения Эд-Димны составляла 11 581 человека.

## Транспорт
Через деревню проходит автомагистраль, соединяющая города Аден и Таиз.
Ближайший аэропорт — Международный аэропорт Таиза.